# 李肯鍾
李 肯鍾（イ・グンジョン、朝鮮語: 이긍종、1895年または1897年7月23日 - 1951年1月24日）は、最初の朝鮮人司書であり、日本統治時代の朝鮮と大韓民国の実業家、ジャーナリスト、政治家。第2代韓国国会議員（在任中に死去）。
号は心崗（シムガン、심강）、日本名は宮村 薫。韓国における図書館の草分けである李範昇はおじ。

## 経歴
忠清南道燕岐郡（現・世宗特別自治市）出身。1910年に水下洞公立普通学校（現・ソウル清渓初等学校）、1914年に京城高等普通学校本科（現・京畿高等学校）、1917年に京城専修学校（現・ソウル大学校法科大学）卒。1917年5月から10月までは大邱地方法院金泉支庁書記兼通訳生として働き、1918年から1920年までは明治大学で法律を勉強した。のちに渡米し、1925年にコロンビア大学卒（経済学修士）。
1926年に帰国し、同年から1931年までは京城図書館鐘路分館（現・鐘路図書館）館長（1929年までは嘱託、1930年からは司書）、1928年から1934年までは京城法学専門学校嘱託教員を歴任した。1934年に和信百貨店に入社し、1936年より和信連鎖店株式会社監査役を務めた。その後は新聞界に入り、1936年から1938年までは朝鮮商工新聞の社長と主筆などを務めた。また、1937年に京城軍事後援連盟、1938年に朝鮮春秋会にそれぞれ参加し、同年には国民精神総動員朝鮮連盟発起人、国民精神総動員京城連盟相談役を務めた。1940年には国民精神総動員朝鮮連盟の後身である国民総力朝鮮連盟の評議員、そして1941年には朝鮮臨戦報国団の発起人を務めた。
解放後は大韓金融組合連合会参事、商工日報社長、大韓金融組合連合会会長、朝鮮商工会議所常任議員、協同生命保険株式会社社長などを歴任した。1950年の第2代総選挙では燕岐郡選挙区から無所属で出馬して当選し、国会議員となったが、1951年1月24日に朝鮮戦争の余波に巻き込まれて死去した。任期中に亡くなったため、1952年の補欠選挙においては無所属で出馬した李範昇が当選した。
死後は親日行跡により『親日人名辞典』に収録された。